# Zielenik złotoczelny
Zielenik złotoczelny (Chloropsis aurifrons) – gatunek ptaka z rodziny zieleników (Chloropseidae), występujący w południowej i południowo-wschodniej Azji. Wcześniej zaliczany był do turkuśników (Irenidae).

## Systematyka
Przez wiele lat takson ten był łączony w jeden gatunek z zielenikiem sumatrzańskim (C. media). Wyróżnia się sześć podgatunków C. aurifrons:
- zielenik złotoczelny[4] (C. aurifrons aurifrons) – wschodnie Himalaje do Mjanmy.
- C. aurifrons frontalis – Półwysep Indyjski (z wyjątkiem skrajnie południowo-zachodniej części).
- zielenik cejloński[4] (C. aurifrons insularis) – południowo-zachodnie Indie i Sri Lanka.
- C. aurifrons pridii – południowo-zachodnie Chiny i wschodnia Mjanma do północno-zachodniej Tajlandii oraz północny i środkowy Laos.
- C. aurifrons inornata – zachodnia, środkowa, północno-wschodnia i południowo-wschodnia Tajlandia, Kambodża i południowy Wietnam.
- C. aurifrons incompta – południowo-zachodnia Tajlandia, południowy Laos, środkowy i południowy Wietnam.

## Morfologia
Długość ciała – 19 cm. Ciemnozielony grzbiet, brzuch żółty, niebieskie nasady skrzydeł, pierś, boki głowy i gardło czarne, czoło czerwone.

## Tryb życia
Zamieszkuje lasy. Na pokarm składają się owady, nektar oraz sok z owoców. Samica znosi 2–3 jaja w gnieździe w koronie drzewa. Pisklęta wylęgają się po 14 dniach.

## Status
IUCN uznaje zielenika złotoczelnego za gatunek najmniejszej troski (LC, Least Concern) nieprzerwanie od 2006 (stan w 2020). Liczebność populacji nie została oszacowana, ale ptak ten opisywany jest jako pospolity do dość pospolitego. Trend liczebności populacji uznawany jest za stabilny.